# 奪命金
『奪命金』（原題: 奪命金、英題: Life Without Principle）は、ジョニー・トー監督・製作による2011年の香港のクライム・ドラマ映画である。出演はラウ・チンワン、リッチー・レン、デニス・ホー。2011年9月9日に第68回ヴェネツィア国際映画祭のコンペティション部門でプレミア上映された。
第85回アカデミー賞の外国語映画賞には香港代表作として出品されたが、最終選考には残らなかった。

## 概要
2010年欧州ソブリン危機の際の香港を舞台にし、刑事チャンとマンションを購入しようとするその妻コニー、投資信託『一攫千金』販売のノルマに苦しむ銀行投資顧問テレサ・チャン、顧客の婦人娟姐、同じく顧客の高利貸し、仲間の保釈金集めに追いまくられるヤクザのエピソードが絡み合う、香港株価の暴落から相場反発までを描いた、一種の経済サスペンスドラマ。

## キャスト
- ラウ・チンワン（劉青雲） - パンサー（三腳豹）[5]
- リッチー・レン（任賢齊） - チョン（張正方：西九龍警察の警部補）
- デニス・ホー（何韻詩） - テレサ・チャン（萬通銀行の投資顧問）
- ミョーリー・ウー（胡杏兒） - コニー（チョン刑事の妻）
- ロー・ホイパン（英語版）（盧海鵬） - （鍾原：テレサの顧客の高利貸）
- ソー・ハンシュン（英語版）（蘇杏璇） - （鄭小娟：テレサの顧客、娟姐）
- フィリップ・クエン（姜皓文） - （羅兆龍、パンサーのいとこ、凸眼龍）
- タム・ビンマン（譚炳文） - （黎坤：パンサーのボス、坤哥）
- チョン・シウファイ（張兆輝） - （拜山華：パンサーの兄弟分）
- フェリックス・ウォン（黄日華） - （火爆森：パンサーの兄弟分）
- ウォン・チーイン（英語版）（黄智賢） - （李致文：チョンの部下）
- ジャア・シァオチェン（賈曉晨） - （何小姐：高利貸鍾原の部下）

## 受賞とノミネート
| 賞                     | 部門             | 候補                                                                             | 結果       |
| ---------------------- | ---------------- | -------------------------------------------------------------------------------- | ---------- |
| ヴェネツィア国際映画祭 | 金獅子賞         | ジョニー・トー                                                                   | ノミネート |
| 香港電影金像奨         | 作品賞           | 『奪命金』                                                                       | ノミネート |
| 香港電影金像奨         | 監督賞           | ジョニー・トー                                                                   | ノミネート |
| 香港電影金像奨         | 脚本賞           | ジェフ・チェン、オー・キンイー、ベン・ウォン、ヤウ・ナイホイ、イップ・ティンシン | ノミネート |
| 香港電影金像奨         | 主演男優賞       | ラウ・チンワン                                                                   | ノミネート |
| 香港電影金像奨         | 助演男優賞       | ロー・ホイパン                                                                   | 受賞       |
| 香港電影金像奨         | 助演女優賞       | ソー・ハンシュン                                                                 | 受賞       |
| 香港電影金像奨         | 編集賞           | デヴィッド・M・リチャードソン                                                    | ノミネート |
| 香港電影金像奨         | 主題歌賞         | Wei Yue（作曲・歌唱）、Xi Lin（作詞） "Shui man jin shan"                        | ノミネート |
| 金馬奨                 | 作品賞           | 『奪命金』                                                                       | ノミネート |
| 金馬奨                 | 監督賞           | ジョニー・トー                                                                   | 受賞       |
| 金馬奨                 | 主演男優賞       | ラウ・チンワン                                                                   | 受賞       |
| 金馬奨                 | オリジナル脚本賞 | ジェフ・チェン、オー・キンイー、ベン・ウォン、ヤウ・ナイホイ、イップ・ティンシン | 受賞       |
| 金馬奨                 | 主演女優賞       | ソー・ハンシュン                                                                 | ノミネート |
| 金馬奨                 | 編集賞           | デヴィッド・M・リチャードソン                                                    | ノミネート |

## 注・出典
1. ↑  Smith, Ian Hayden (2012). International Film Guide 2012. p. 130. ISBN 978-1908215017
2. ↑  “Hong Kong director focuses on financial crisis”. 2013年4月9日閲覧。[リンク切れ]
3. ↑  “Johnnie To’s "Life Without Principle" Added to Venice Film Festival Slate”. 2013年4月9日閲覧。
4. ↑  “Greece picks 'Unfair World' for Oscar race”. Hollywood Reporter. (2012年9月21日) 2012年9月21日閲覧。
5. ↑  腳は脚の異体字